# (8060) Anio
(8060) Anio es un asteroide que forma parte de los asteroides troyanos de Júpiter, descubierto el 19 de septiembre de 1973 por Cornelis Johannes van Houten en conjunto a su esposa también astrónoma Ingrid van Houten-Groeneveld y el astrónomo Tom Gehrels desde el Observatorio del Monte Palomar, Estados Unidos.

## Designación y nombre
Designado provisionalmente como 1973 SD1. Fue nombrado en honor a Anio hijo del dios griego Apolo, que también fue sacerdote suyo con el don de la profecía en la isla de Delos.

## Características orbitales
Anio está situado a una distancia media del Sol de 5,192 ua, pudiendo alejarse hasta 5,664 ua y acercarse hasta 4,719 ua. Su excentricidad es 0,091 y la inclinación orbital 7,083 grados. Emplea 4321,16 días en completar una órbita alrededor del Sol.

## Características físicas
La magnitud absoluta de Anio es 10,9. Tiene 37,873 km de diámetro y su albedo se estima en 0,059.